# Willem Schermerhorn

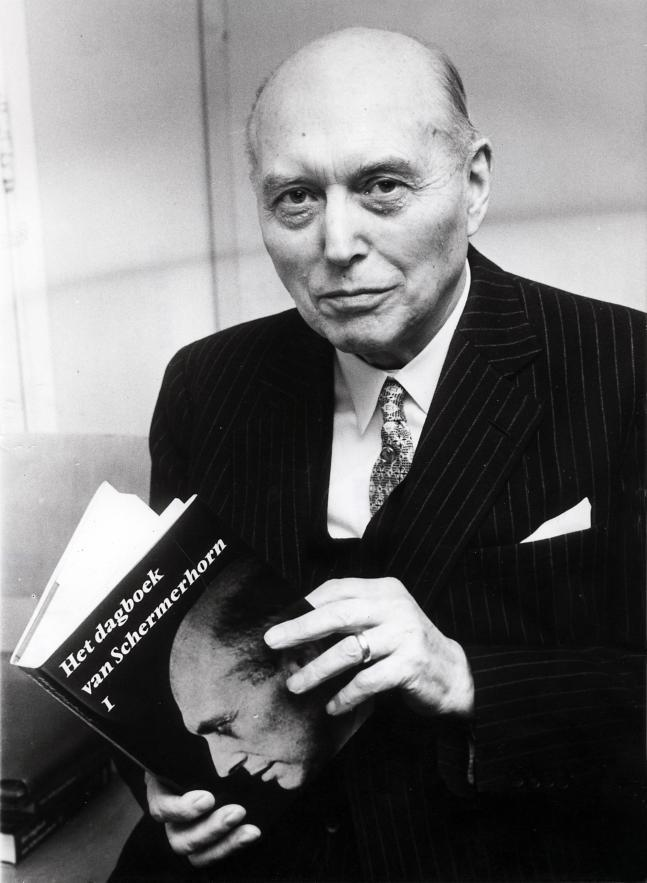
Willem Schermerhorn, 1970

Willem (Wim) Schermerhorn (* 17. Dezember 1894 in Akersloot, Provinz Noord-Holland; † 11. März 1977 in Haarlem) war ein niederländischer Geodät, Kartograph, Photogrammeter und Politiker (VDB, PvdA). Er war von Juni 1945 bis Juli 1946 Ministerpräsident der Niederlande.
Als Professor für Landvermessung lehrte Schermerhorn von 1926 bis 1944 an der Technischen Hochschule Delft. Daneben leitete er ab 1931 den Vermessungdienst der niederländischen Straßen- und Wasserbaubehörde und trieb die Photogrammetrie und Luftbildmessung in seinem Land voran. Von 1951 bis 1964 leitete er das International Training Centre for Aerial Survey.
Während der deutschen Besetzung der Niederlande war der freisinnige Protestant im Widerstand und wurde interniert. Nach der Befreiung führte er die erste Nachkriegsregierung und wirkte an der Gründung der Partij van de Arbeid mit. Als Vorsitzender der Generalkommission für die ehemalige Kolonie Niederländisch-Indien unterzeichnete er im November 1946 das Linggadjati-Abkommen, durch das Indonesien schrittweise im Rahmen einer Niederländisch-Indonesischen Union in die Unabhängigkeit entlassen werden sollte. Das Abkommen scheiterte jedoch, Schermerhorn konnte den Indonesischen Unabhängigkeitskrieg nicht verhindern.

## Herkunft, Familie und Ausbildung
Schermerhorn war der Sohn eines Landwirts. Die Familie war wenig religiös, erst während des Studiums wandte er sich der freisinnigen Variante des Protestantismus zu (Remonstrantische Bruderschaft), der seine spätere Lebensphilosophie prägte. Nach Besuch der Höheren Bürgerschule in Alkmaar studierte er von 1913 bis 1918 an der Technischen Hochschule Delft Bauingenieurwesen. Er heiratete 1919 Barbara Rook, mit der er eine Tochter und drei Söhne bekam. Nach dem Studienabschluss war Schermerhorn bis 1926 wissenschaftlicher Assistent beim Geodäsieprofessor J.H. Heuvelink. Daneben betrieb Schermerhorn von 1921 bis 1931 sein eigenes Vermessungs- und Kartierungsbüro. Ein prägender wissenschaftlicher Einfluss war sein deutscher Freund und Kollege Otto von Gruber, der in Jena lehrte.
Schermerhorns jüngerer Bruder Dirk (1900–1937) war ebenfalls Ingenieur und ging 1924 aus Begeisterung für den Kommunismus in die Sowjetunion, wo er am Bau der Transsibirischen Eisenbahn und der Moskauer Metro mitwirkte. Wegen angeblicher Spionage und Wirtschaftssabotage wurde er 1937 hingerichtet.

## Wissenschaftliches Wirken
Mit 31 Jahren wurde Schermerhorn 1926 zum Professor für Landvermessung, Nivellierung und Geodäsie an der TH Delft ernannt, wo er bis zu seiner Entlassung durch die deutsche Besatzungsmacht 1944 lehrte. Zusätzlich übernahm er 1931 die wissenschaftliche Leitung des Vermessungdienstes der obersten Straßen- und Wasserbaubehörde (Rijkswaterstaat). Schermerhorn spielte eine maßgebliche Rolle bei der Einführung der Photogrammetrie in den Niederlanden, die dort zuvor kaum genutzt wurde. Für die Luftbildmessung arbeitete er ab 1929 mit der Fluggesellschaft KLM zusammen. Ein Höhepunkt seiner Tätigkeit als Photogrammeter war die von ihm geleitete Luftkartierung von Neuguinea im Jahr 1936, die einer Tochtergesellschaft der Bataafse Petroleum Maatschappij die Ölförderung auf der östlichsten Insel des damaligen niederländischen Kolonialreichs ermöglichen sollte. Um 1940 wurde Schermerhorn zum Präsidenten der International Society of Photogrammetry gewählt.
Nach seinem Rückzug aus der ersten Reihe der Politik widmete sich Schermerhorn in den 1950er-Jahren wieder stärker seiner technisch-wissenschaftlichen Arbeit. Er gründete 1951 das International Training Centre for Aerial Survey in Delft, das er bis Anfang 1964 leitete und aus dem bald ein großes Entwicklungs- und Forschungs-Institut wurde – unter gegenseitiger Befruchtung durch die dortige Technische Hochschule. Seit 1956 war er Mitglied der Königlich Niederländischen Akademie der Wissenschaften.
Ihm zu Ehren finden alle zwei Jahre die internationalen Schermerhorn-Vorlesungen (Schermerhorn Lectures) statt, welche viele bekannte Fachleute der Photogrammetrie, Kartographie und der GIS-Informatik zusammenführen.

## Gesellschaftliche Funktionen und Widerstand vor 1945
Von 1927 bis 1941 war Schermerhorn stellvertretender Vorsitzender der freisinnig-protestantischen Rundfunkanstalt VPRO, in deren Programm er auch selbst eine Reihe von Vorträgen zum Thema „Die Bauern in der Volksgemeinschaft“ hielt. Auch wenn er selbst nicht die Familientradition als Landwirt fortgesetzt hatte, befasste er sich wissenschaftlich und politisch mit Agrarthemen, so war er Mitglied der Vereinigung Landbouw en Maatschappij („Landwirtschaft und Gesellschaft“). Seine christlich-pazifistische Ausrichtung äußerte sich in der Mitgliedschaft in der Vereinigung Kerk en Vrede („Kirche und Frieden“), aus der er jedoch nach der Machtergreifung Hitlers in Deutschland 1933 austrat. Parteipolitisch engagierte sich zunächst in der Liberale Staatspartij (LSP), dann im linksliberalen Vrijzinnig Democratische Bond (VDB), aber jeweils ohne ein Führungsamt zu übernehmen oder ein Parlamentsmandat anzustreben. Kommissarisch übernahm er von 1934 bis 1936 die Geschäftsführung der Glasfabriek Leerdam.
Angesichts des Erstarkens der Nationaal-Socialistische Beweging in den Niederlanden engagierte sich Schermerhorn in der 1935 gegründeten antitotalitären Bewegung Eenheid door Democratie (EDD), die sich sowohl gegen Faschismus als auch gegen Stalinismus richtete und deren Vorsitz er 1938 übernahm. Während der deutschen Besetzung der Niederlande im Zweiten Weltkrieg versuchte Schermerhorn die Vermessungsabteilung vor deutschen Eingriffen zu schützen und engagierte er sich im universitären Widerstand. Im Mai 1942 wurde er verhaftet und bis Dezember 1943 im Internierungslager Sint-Michielsgestel gefangen gehalten. Nach seiner Freilassung tauchte er unter und wurde Mitherausgeber der Widerstandszeitung Je maintiendrai.

## Politische Karriere ab 1945
Nach der Befreiung der Niederlande gehörte Schermerhorn im Mai 1945 neben den Sozialdemokraten Willem Banning und Hendrik Brugmans sowie den linken Christdemokraten Piet Lieftinck (CHU) und Jan de Quay (RKSP) zu den Gründern der Nederlandse Volksbeweging (NVB). Diese verfolgte die Idee eines „Durchbruchs“ (doorbraak) der politischen Lager der Vorkriegszeit (Sozialisten, Liberale und nach Konfessionen getrennte Christdemokraten). Nach dem Rücktritt des Ministerpräsidenten Pieter Sjoerds Gerbrandy, der während des Krieges die Exilregierung in London geführt hatte, beauftragte Königin Wilhelmina am 28. Mai 1945 Schermerhorn und den Sozialdemokraten Willem Drees mit der Bildung der ersten Nachkriegsregierung. Das Kabinett Schermerhorn/Drees bestand aus Mitgliedern der SDAP und der NVB und trat am 25. Juni 1945 sein Amt an, Schermerhorn wurde Ministerpräsident.
Aufgrund der Idee des doorbraak gründete sich im Februar 1946 die Partij van de Arbeid (PvdA), die Sozialdemokraten, progressive Liberale und Christdemokraten versammeln sollte. Ihr schlossen sich die SDAP, Schermerhorns linksliberaler VDB und die links-protestantische Christelijk-Democratische Unie (CDU) an. Ein wirklicher „Durchbruch“ der politisch-weltanschaulichen Lager blieb aber aus, tatsächlich wurde die neue Partei von Sozialdemokraten dominiert und als faktische Nachfolgerin der SDAP wahrgenommen. Bei der ersten Nachkriegswahl im Mai 1946 war Schermerhorn Spitzenkandidat der PvdA, die jedoch mit 28 Prozent der Stimmen deutlich schwächer abschnitt als erwartet und hinter der Katholischen Volkspartei nur auf den zweiten Platz kam. Daraufhin trat er als Ministerpräsident zurück und übergab sein Amt am 3. Juli 1946 an Louis Beel (KVP), welcher der ersten „römisch-roten“ Koalition aus KVP und PvdA vorstand.
Schermerhorn gehörte danach zunächst als einfacher Abgeordneter der Zweiten Kammer an, bis ihn Königin Wilhelmina im September 1946 zum Vorsitzenden der Generalkommission für Niederländisch-Indien ernannte. Die niederländische Kolonie in Südostasien, das heutige Indonesien, war während des Krieges von Japan besetzt worden und hatte danach im August 1945 unter Sukarno und Mohammad Hatta ihre Unabhängigkeit erklärt, die jedoch von der bisherigen Kolonialmacht nicht anerkannt wurde. Am 15. November 1946 unterzeichnete Schermerhorn mit Sutan Syahrir als Vertreter der Republik Indonesien das Linggadjati-Abkommen. Danach erkannten die Niederlande faktisch die Autorität der neuen Republik über die Inseln Java, Madura und Sumatra an. Zusammen mit Teilstaaten auf Borneo und den weiter östlich gelegenen Inseln (Groote Oost), die wieder unter Kontrolle der Niederlande standen, sollte sie die Vereinigten Staaten von Indonesien bilden. Diese wiederum sollten sich mit dem Königreich der Niederlande zur Niederländisch-Indonesischen Union zusammenschließen, mit der Königin der Niederlande als gemeinsamem Oberhaupt.
Die niederländische Regierung akzeptierte das Abkommen jedoch nur mit einem Zusatz, der den Einfluss der „Union“ (und damit der Kolonialmacht) vergrößern sollte, was wiederum für die indonesischen Nationalisten nicht akzeptabel war. Trotz dieses Zusatzes stieß das Abkommen auf großen Widerstand in den Niederlanden, in rechten Kreisen war Schermerhorn dafür verhasst. Nach Unruhen in Indonesien erklärte der niederländische Generalgouverneur Hubertus van Mook am 20. Juli 1947 das Linggadjati-Abkommen für aufgehoben. Am nächsten Tag begannen niederländische Truppen in Indonesien eine Militäroffensive, die in den Niederlanden als „Polizeiaktion“ verschleiert wurde. Obwohl Schermerhorn diese als falsch ansah, gab er dem Drängen des Parteivorsitzenden Koos Vorrink nach und stimmte der Militäraktion zu, um nicht der katholisch-sozialdemokratischen Regierungskoalition und den innenpolitischen Chancen der PvdA zu schaden. Im August 1947 stellte die von Schermerhorn geleitete Generalkommission für Niederländisch-Indien ihre Arbeit faktisch ein, zwei Monate später entband ihn die Königin auch offiziell dieses Amtes. Der Indonesische Unabhängigkeitskrieg endete erst im Mai 1949, im Dezember desselben Jahres erkannten die Niederlande endgültig die Souveränität Indonesiens an.
Bei der Parlamentswahl 1948 wurde Schermerhorn wieder als Abgeordneter in die Zweite Kammer gewählt, der er bis zu seiner Wahl in die Erste Kammer (den „Senat“ oder das „Oberhaus“ des niederländischen Parlaments) angehörte. Deren Mitglied war er bis 1963.